# Jean-Marie Ecay

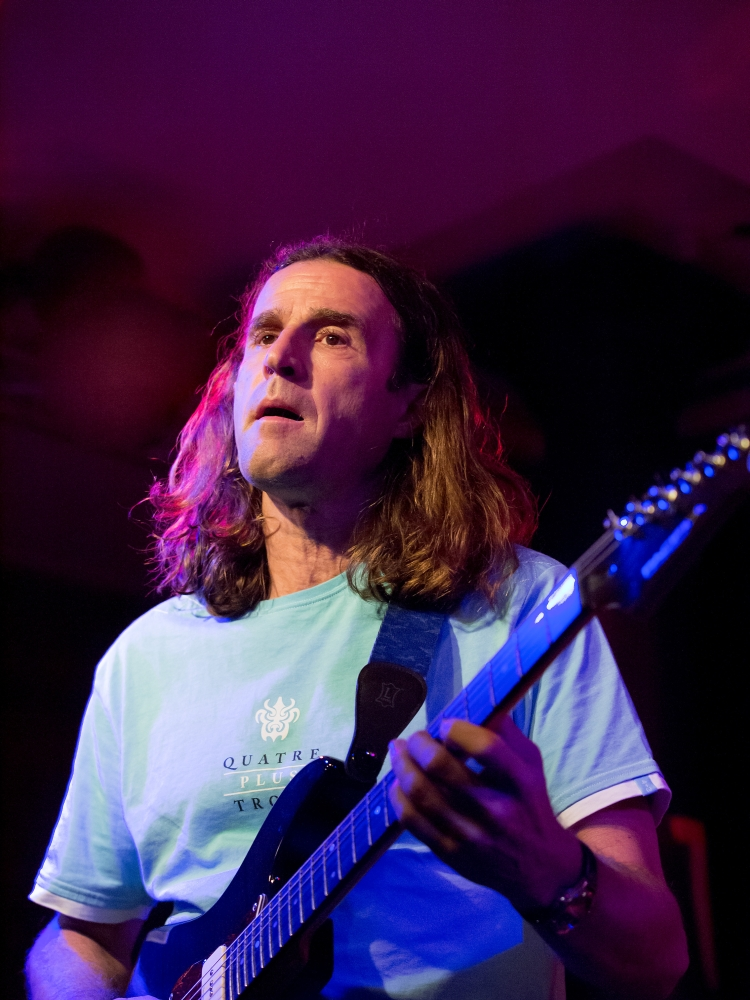
Jean-Marie Ecay (2012)

Jean-Marie Ecay (* 22. Mai 1962 in Saint-Jean-de-Luz) ist ein französischer Jazz- und Fusionmusiker (Gitarre, Komposition).

## Leben und Wirken
Ecay lernte nach fünf Jahren Musiktheorie am Konservatorium in Bayonne und einem Jahr Gitarrenunterricht das Gitarrenspiel auf eigene Faust. 1976 begann er in verschiedenen lokalen Bands Rock- und Tanzmusik zu spielen; mit Sylvain Luc spielte er im Duo. Mit Francis Lassus spielte er 1981 in der Gruppe Bananas (neben Akim Bournane, Thierry Farrugia, André Minvielle und Pierre Dayrau) erste Jazzkonzerte. Nach dem Abitur begann er 1981 ein Studium der klassischen Gitarre am Konservatorium in Bordeaux, das er abbrach, um spanisch zu lernen. Bis 1988 lebte er in Spanien, wo er sich 1982 der baskischen Popgruppe Itoiz anschloss. 1984 und 1985 gehörte er zur Rockband Orquesta Mondragon. 1986 gründete er mit Ángel Celada die Fusion-Band La Noche, die auf einigen Festivals auftrat und das Album Blue limbo veröffentlichte. Er spielte mit Jorge Pardo und Carles Benavent; auch begleitete er Joan Baez und Mercedes Sosa (Diamonds & Rust in the Bull Rain). In Frankreich trat er seit 1986 in der Compagnie Lubat von Bernard Lubat auf, über den er Didier Lockwood kennenlernte.
Ecay zog 1989 nach Paris; er gehörte vier Jahre lang zur Didier Lockwood Group, mit der er weltweit tourte. 1992 war er Co-Leiter des Trios Caron-Ecay-Lockwood, das Konzerte in Frankreich, China, Korea und Kanada gab. Zwischen 1994 und 1998 arbeitete und komponierte Ecay mit dem Chansonnier Claude Nougaro. 1995 veröffentlichte er sein erstes Live-Soloalbum Atlantic Blues.
Zwischen 1999 und 2003 trat Jean-Marie Ecay regelmäßig mit Richard Galliano auf. 2001 veröffentlichte Ecay sein zweites Album World Energy Blues. Er spielte auch mit Eddy Louiss, Jean-Pierre Como, Ivan Paduart, Dee Dee Bridgewater sowie Marc Berthoumieux und arbeitete als Studiomusiker mit Jacques Higelin, Stanley Clarke und Barbara.
Mit Eric Le Lann legte Ecay 2005 das Duoalbum Play Jobim vor. Dann arbeitete er regelmäßig mit André Charlier und Benoît Sourisse (Eleven Blues). Er spielte auch mit Alex Acuña und Dominique di Piazza sowie mit Randy Brecker, Niels Lan Doky, Linley Marthe, Stéphane Huchard, Robben Ford und Gino Vannelli. Zwischen 2006 und 2016 begleitete er Billy Cobham, mit dem er auch bei den Leverkusener Jazztagen auftrat (Album 2011). 2014 erschien sein Album Gemini Mode, 2016 (im Trio mit André Charlier und Jean Michel Charbonnel)  Hamaika. Aktuell gehört er zu den Bands von Jean Luc Ponty und Galliano; auch tritt er mit seinem eigenen Electric 4et auf.